# Théodore Diouf
Pour les articles homonymes, voir Diouf.

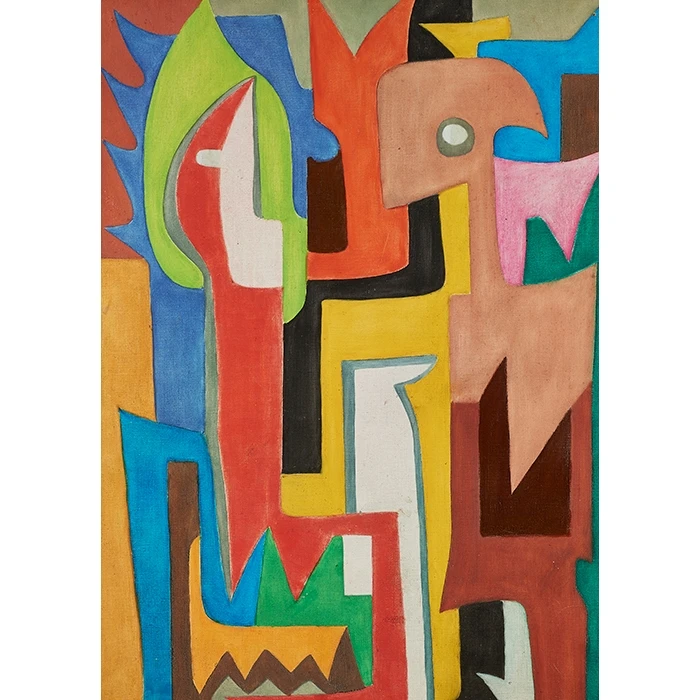

Théodore Diouf, né à Djigod (Diourbel) en 1949, est un peintre sénégalais issu de la première génération de l'« École de Dakar ».

## Biographie
Theodore Diouf est né en 1949 à Djigod (Sénégal). Il a été formé au Centre d'enseignement des techniques artisanales de Dakar (modelage et décoration), puis à l'Ecole nationale des arts de Dakar, de 1969 à 1971 en peinture, gravure et céramique, avant de rejoindre Pierre Lods et Iba Ndiaye dans la section « recherches plastiques ». Plusieurs de ses maquettes ont été réalisées en tapisseries par la Manufacture de arts décoratifs de Thiès. Il a effectué des séjours de travail à Zurich (Suisse) dans la deuxième moitié des années 1980 et a fini par s'y établir. Il a longtemps participé aux expositions itinérantes d'art contemporain sénégalais organisées par l'Etat du Sénégal. Ses cuivres ont été présentées aussi bien à New-York qu'à Bonn ou à Paris et Lagos. Sa peinture est tout à fait caractéristique de l'Ecole de Dakar. Depuis son installation en Suisse, il n'a à peu près plus été vu sur la scène artistique sénégalaise.

## Sélection d'œuvres
- Totem, 1974